# Macintosh Quadra 900
Sorti en même temps que le Quadra 700, en octobre 1991, le Macintosh Quadra 900 en est une version plus extensible et constitue le sommet de la gamme Macintosh d'alors : il intègre cinq slots NuBus, trois baies internes au lieu d'une, et seize emplacements pour mémoire vive qui lui permettent d'atteindre la capacité, exceptionnellement élevée à l'époque, de 256 Mio de RAM.
Il est aussi le premier Macintosh à intégrer de série un lecteur CD-ROM interne. À sa sortie, il est vendu 7 200 $ dans sa version de base aux États-Unis, soit 1 200 $ de plus que le Quadra 700.